# Morti nel 1992/Settembre
| Questa pagina contiene informazioni ricavate automaticamente dalle voci biografiche con l'ausilio del template Bio e di un bot. L'aggiornamento è periodico e automatico e ricostruisce completamente la pagina. Se manca una persona in questa lista, sei pregato di non aggiungerla, ma accertati piuttosto che la sua voce biografica contenga il template Bio e che i dati anagrafici siano correttamente compilati. Se il template Bio manca, inseriscilo tu stesso o, in alternativa, metti l'avviso {{tmp\|Bio}} che ne segnala la mancanza. Se i dati riportati sono sbagliati, correggi direttamente la voce biografica; le modifiche saranno visibili in questa lista entro pochi giorni. Per chiarimenti vedi il progetto biografie. La lista contiene solo le 93 persone che sono citate nell'enciclopedia e per le quali è stato implementato correttamente il template Bio. Pagina aggiornata al 3 mar 2024. |

- 1º settembre - Árni Böðvarsson, esperantista, filologo e lessicografo islandese (n. 1924)
- 1º settembre - Morris Carnovsky, attore statunitense (n. 1897)
- 1º settembre - Piotr Jaroszewicz, politico polacco (n. 1909)
- 2 settembre - Piero Angelo Balzardi, politico italiano (n. 1936)
- 2 settembre - Baltasar Sangchili, pugile spagnolo (n. 1911)
- 2 settembre - Barbara McClintock, biologa statunitense (n. 1902)
- 2 settembre - Sergio Moroni, politico italiano (n. 1947)
- 3 settembre - Percy Aires, attore brasiliano (n. 1932)
- 3 settembre - Beppe Garella, imprenditore italiano
- 3 settembre - Mahmoud Hessabi, fisico e politico iraniano (n. 1903)
- 3 settembre - Sadeq Mallallah,  saudita (n. 1970)
- 4 settembre - Rubén Isidro Alonso, presbitero uruguaiano (n. 1929)
- 4 settembre - Yasuji Mori, animatore giapponese (n. 1925)
- 4 settembre - John van Dreelen, attore olandese (n. 1922)
- 5 settembre - Luigi Cipriani, politico, attivista e sindacalista italiano (n. 1940)
- 5 settembre - Antonio D'Arliano, pittore, scenografo e scultore italiano (n. 1899)
- 5 settembre - Philipp Hilbert, ciclista su strada tedesco (n. 1911)
- 5 settembre - Irving Allen Lee, attore statunitense (n. 1948)
- 5 settembre - Fritz Leiber, scrittore statunitense (n. 1910)
- 5 settembre - László Rajcsányi, schermidore ungherese (n. 1907)
- 6 settembre - Mervyn Johns, attore britannico (n. 1899)
- 7 settembre - Pedro Arnoldo Aparicio y Quintanilla, vescovo cattolico salvadoregno (n. 1908)
- 7 settembre - Eugenio Da Venezia, pittore italiano (n. 1900)
- 7 settembre - Arturo Dominici, attore e doppiatore italiano (n. 1916)
- 8 settembre - Quentin N. Burdick, politico statunitense (n. 1908)
- 8 settembre - Pep Pujolrás, cestista spagnolo (n. 1966)
- 9 settembre - Julian Creus, sollevatore britannico (n. 1917)
- 9 settembre - William E. DePuy, generale statunitense (n. 1919)
- 9 settembre - Carmelo Di Bella, allenatore di calcio e calciatore italiano (n. 1921)
- 9 settembre - Lidio Maietti, calciatore italiano (n. 1934)
- 10 settembre - Ivar Sjölin, lottatore svedese (n. 1918)
- 11 settembre - Frank McKinney, nuotatore statunitense (n. 1938)
- 11 settembre - Tito Mistrali, allenatore di calcio e calciatore italiano (n. 1902)
- 12 settembre - Anthony Perkins, attore, regista e sceneggiatore statunitense (n. 1932)
- 12 settembre - Ron Woodroof, imprenditore statunitense (n. 1950)
- 13 settembre - Fedora Mingarelli, cantante italiana (n. 1912)
- 13 settembre - Božidar Rašica, architetto, pittore e scenografo croato (n. 1912)
- 14 settembre - Mario Carelli, politico italiano (n. 1899)
- 14 settembre - Stanislav Kocourek, calciatore cecoslovacco (n. 1921)
- 14 settembre - Paul Joseph James Martin, politico e diplomatico canadese (n. 1903)
- 14 settembre - George Pearcy, cestista e allenatore di pallacanestro statunitense (n. 1919)
- 15 settembre - Giovanni Battioni, calciatore italiano (n. 1911)
- 15 settembre - Luigi Campedelli, imprenditore e dirigente sportivo italiano (n. 1931)
- 15 settembre - Fredrik Hetty, calciatore norvegese (n. 1905)
- 15 settembre - Walter B. Jones, Sr., politico statunitense (n. 1913)
- 16 settembre - Enrico Assi, vescovo cattolico italiano (n. 1919)
- 16 settembre - Dario Cecchi, costumista, scenografo e pittore italiano (n. 1918)
- 16 settembre - Millicent Fenwick, politica, ambasciatore e giornalista statunitense (n. 1910)
- 16 settembre - Herivelto Martins, compositore, musicista e cantante brasiliano (n. 1912)
- 17 settembre - Fëdor Fëdorovič Šaljapin, attore russo (n. 1905)
- 17 settembre - Ignazio e Antonino Salvo, mafioso italiano (n. 1931)
- 17 settembre - Ralph Schwarz, canottiere olandese (n. 1967)
- 17 settembre - Sadegh Sharafkandi, attivista iraniano (n. 1938)
- 17 settembre - Judith Nisse Shklar, filosofa e politologa lettone (n. 1928)
- 17 settembre - Roger Wagner, direttore di coro, docente e direttore artistico statunitense (n. 1914)
- 18 settembre - Lona Andre, attrice statunitense (n. 1915)
- 18 settembre - Margherita di Danimarca, principessa danese (n. 1895)
- 18 settembre - Muhammad Hidayatullah, politico indiano (n. 1905)
- 18 settembre - Gustav Lombard, generale tedesco (n. 1895)
- 19 settembre - Kenny Howard, artista e decoratore statunitense (n. 1929)
- 19 settembre - Olle Laessker, lunghista e velocista svedese (n. 1922)
- 20 settembre - Adalberto Manzone, giornalista italiano (n. 1936)
- 21 settembre - Tarachand Barjatya, produttore cinematografico indiano (n. 1914)
- 21 settembre - Viktor Ivanovič Tregubovič, regista, attore e sceneggiatore sovietico (n. 1935)
- 21 settembre - Bill Williams, attore statunitense (n. 1915)
- 22 settembre - Candido Amantini, presbitero e teologo italiano (n. 1914)
- 22 settembre - Pasquale Farina, calciatore italiano (n. 1910)
- 22 settembre - Tony Hinkle, allenatore di pallacanestro, allenatore di football americano e allenatore di baseball statunitense (n. 1899)
- 22 settembre - Eileen O'Hearn, attrice statunitense (n. 1913)
- 22 settembre - Victoria Risk, attrice statunitense (n. 1915)
- 23 settembre - Simone Barbier, tennista francese (n. 1903)
- 24 settembre - Jørgen Hval, calciatore norvegese (n. 1911)
- 25 settembre - Tibor Kemény, allenatore di calcio e calciatore ungherese (n. 1913)
- 25 settembre - César Manrique, artista e architetto spagnolo (n. 1919)
- 26 settembre - Angelo Cesselon, pittore italiano (n. 1922)
- 26 settembre - Pancrazio De Pasquale, politico italiano (n. 1925)
- 26 settembre - Erich Krempel, tiratore a segno tedesco (n. 1913)
- 26 settembre - Luka Lipošinović, calciatore jugoslavo (n. 1933)
- 26 settembre - Oiva Virtanen, cestista finlandese (n. 1929)
- 26 settembre - Aleksandr Voronin, sollevatore sovietico (n. 1951)
- 27 settembre - Jacques-Paul Martin, cardinale e arcivescovo cattolico francese (n. 1908)
- 27 settembre - Hermann Neuberger, dirigente sportivo tedesco (n. 1919)
- 27 settembre - Keith Prentice, attore statunitense (n. 1940)
- 27 settembre - Peter Riedl, pallanuotista austriaco (n. 1910)
- 27 settembre - Zhang Leping, fumettista cinese (n. 1910)
- 28 settembre - William Douglas-Home, drammaturgo e politico britannico (n. 1912)
- 28 settembre - Paolo Ficalora, imprenditore italiano (n. 1933)
- 28 settembre - Johanna Piesch, bibliotecaria, fisica e matematica austriaca (n. 1892)
- 29 settembre - Jean Aurenche, sceneggiatore francese (n. 1903)
- 29 settembre - Paul Jabara, cantautore, compositore e attore statunitense (n. 1948)
- 30 settembre - Willie Adams, cestista statunitense (n. 1911)
- 30 settembre - Maria Malicka, attrice cinematografica polacca (n. 1900)
- 30 settembre - Branislav Rajačić, allenatore di pallacanestro jugoslavo (n. 1931)